# Дембниця-Кашубська (гміна)
Гміна Дембниця-Кашубська (пол. Gmina Dębnica Kaszubska) — сільська гміна у північній Польщі. Належить до Слупського повіту Поморського воєводства.
Станом на 31 грудня 2011 у гміні проживало 9822 особи.

## Територія
Згідно з даними за 2007 рік площа гміни становила 300.02 км², у тому числі:
- орні землі: 43.00%
- ліси: 48.00%

Таким чином, площа гміни становить 13.02% площі повіту.

## Населення
Станом на 31 грудня 2011:
| Опис     | Загалом | Загалом | Чоловіки | Чоловіки | Жінки | Жінки |
| -------- | ------- | ------- | -------- | -------- | ----- | ----- |
| одиниця  | осіб    | %       | осіб     | %        | осіб  | %     |
| все      | 9822    | 100     | 4944     | 50.34    | 4878  | 49.66 |
| міське   | 0       | 100     | 0        |          | 0     |       |
| сільське | 9822    | 100     | 4944     | 50.34    | 4878  | 49.66 |

## Сусідні гміни
Гміна Дембниця-Кашубська межує з такими гмінами: Божитухом, Дамниця, Кобильниця, Колчиґлови, Потенґово, Слупськ, Тшебеліно, Чарна Домбрувка.